# Solanum hystrix
Solanum hystrix är en potatisväxtart som beskrevs av Robert Brown. Solanum hystrix ingår i släktet skattor som ingår i familjen potatisväxter. Inga underarter finns listade i Catalogue of Life.